# Ryttaresjön
Ryttaresjön är en sjö i Askersunds kommun i Närke och ingår i Motala ströms huvudavrinningsområde. Sjöns area är 0,003 kvadratkilometer och den befinner sig 122,4 meter över havet.
Sjön ingår i naturreservatet Flintemon.